# Bardylis I
Bardylis I (gr.: Βάρδυλλις, Bárdyllis; łac.: Bardullis) – król iliryjskich Dardanów w latach ok. 395–358 p.n.e. Założyciel dynastii iliryjskiej.
Na początku IV w. p.n.e. Bardylis zawiązał potężną koalicję plemion iliryjskich. Najechał ziemie Macedonii aż do północnych brzegów Zatoki Termajskiej. Ok. r. 392 p.n.e. osadził Argajosa II na tronie macedońskim. Usunięty Amyntas III Macedoński musiał czekać rok, by odzyskać tron. W r. 383 p.n.e. Bardylis zadał mu druzgocącą klęskę, dzięki czemu mógł zająć sporą część jego kraju. Po śmierci Amyntasa III nowym królem macedońskim został jego syn Aleksander II. Ten, wstępując na tron, musiał zapłacić daninę i wysłać brata Filipa jako zakładnika na dwór iliryjski. Tan miał gwarantować regularny napływ daniny. Filip obserwował tam jedną z najlepszych formacji piechoty tamtych czasów, Ilirów Bardylisa.  
Macedończycy za panowania Perdikkasa III doznali ogromnej klęski z rąk Ilirów. W r. 359 p.n.e. zginął król wraz z 4 tys. żołnierzy podczas bitwy, a reszta wojska straciła ducha walki. Ilirowie zajęli kilka miast w Górnej Macedonii, po czym mieli zamiar najechać na Dolną Macedonię w r. 358 p.n.e. Gdy Filip, jako regent, objął władzę nad Macedonią musiał uzupełnić siły wojskowe kraju. Pokonawszy Pajonów, postanowił uderzyć na Ilirię, zabierając ze sobą przynajmniej 10 tys. pieszych i 600 jeźdźców. Natarcie Macedończyków zaskoczyło Bardylisa, przygotowującego najazd na Dolną Macedonię. Zaproponował on pokój i utrzymanie status quo. Filip odmówił, żądając zwrotu zajętych miast macedońskich. Bardylis postanowił walczyć w sile 10 tys. pieszych i 500 jazdy. Do bitwy zapewne doszło na otwartej równinie Lynkos, która stworzyła idealne warunki dla macedońskiej falangi. Bardylis, widząc słabość jego konnicy w walce z hetajrami macedońskimi, postanowił ustawić hoplitów w pusty prostokąt. Filip wykorzystując ich słabą ruchliwość, uderzył falangą ustawioną w dziesięć szeregów. Szedł na czele z gwardią pieszą w kierunku lewego skrzydła Ilirów. Piechota przedarła się do środka prostokąta, a za nimi konnica. Po czym zaatakowali tyły armii Bardylisa, która w wyniku poniesionych strat (ok. 7 000 poległych żołnierzy) uciekła z pola bitwy. Przegrawszy bitwę, Bardylis poprosił o pokój. Otrzymał go za cenę opuszczenia wszystkich miast macedońskich. Aby przypieczętować zawarcie pokoju, wydał za Filipa II Macedońskiego swą córkę lub wnuczkę Audatę.
Bardylis posiadał kilkoro dzieci (dwóch synów i córka): 
- Grabos, przyszły król iliryjskich Dardanów
- Klejtos, przyszły król iliryjskich Dardanów
- Audata (Eurydyka II), pierwsza żona Filipa II Macedońskiego